# Эльбанское городское поселение
Эльба́нское городско́е поселе́ние — муниципальное образование в Амурском районе Хабаровского края России.
Административный центр — посёлок городского типа Эльбан.

## Население
| 2010    | 2011    | 2012    | 2013    | 2014    | 2015    | 2016    |
| ------- | ------- | ------- | ------- | ------- | ------- | ------- |
| 11 976  | ↘11 965 | ↘11 796 | ↘11 608 | ↗11 639 | ↘11 609 | ↘11 525 |
| 2017    | 2018    | 2019    | 2020    | 2021    | 2023    |         |
| ↘11 438 | ↘11 227 | ↘11 015 | ↘10 873 | ↘10 798 | ↘10 577 |         |

## Населённые пункты
В состав поселения входят 3 населённых пункта:
| № | Населённый пункт | Тип             | Население |
| - | ---------------- | --------------- | --------- |
| 1 | Тейсин           | посёлок станции | ↗422      |
| 2 | Эльбан           | пгт             | ↘9833     |
| 3 | 286 км           | казарма         | →0        |

Первоначально с 2004 года казарма 286 км входила в Падалинское сельское поселение, откуда была исключена и передана в Эльбанское городское поселение в 2012 году.